# Hydrothermale Lösung
Eine hydrothermale Lösung (griechisch warmes / heißes Wasser) ist eine Wasseransammlung in Gesteinsschichten, die aufgrund der herrschenden Druckverhältnisse noch bei weit über 100 °C flüssig sein kann, allerdings nur bis zum kritischen Punkt des Wassers bei 374,15 °C.
Hydrothermale Lösungen enthalten häufig große Mengen gelöster vulkanischer Gase und Minerale, auch solche, die bei Raumtemperatur und Normaldruck völlig unlöslich wären. Diese liegen in der Lösung generell als Ionen und/oder Komplexe vor, bei niedrigeren Temperaturen aber auch als Kolloid bzw. Sol. Metalle sind gewöhnlich als Sulfide und Polysulfide gelöst.

## Mineralausscheidung
Die Abkühlung der hydrothermalen Lösungen in Klüften und Spalten und beim Austritt aus dem Gestein führt zur Abscheidung dieser Minerale an den Kluftflächen und auf den angrenzenden Bodenschichten, je nach Druckverhältnissen, pH-Wert, Redox-Potential etc., in charakteristischen Mineralvergesellschaftungen. Hierbei handelt es sich um meist kompakte Mineral-Aggregate oder feinkristalline Lagen.
In offenen Klüften und sonstigen Hohlräumen (Drusen) können sich auch grobkristalline Kristallrasen mit freien Kristallenden bilden.

## Einteilung
Hydrothermale Lösungen werden nach ihrer Bildungstemperatur in vier Kategorien eingeteilt:
- Bei „hochthermalen Lösungen“ (katathermal) fällen die Minerale bei einer Temperatur von etwa 350 bis 300 °C aus
- im „mittelthermalen Bereich“ (mesothermal) zwischen 300 und 200 °C
- in „niedrigthermalen Lösungen“ (epithermal) zwischen 200 und 100 °C
- im „telethermalen Bereich“ (anothermal) unterhalb von 100 °C.

Hydrothermale Lösungen sind essentiell für die Mobilisierung, den Transport und die Konzentration von mineralischen Rohstoffen in bauwürdigen Lagerstätten. Hans Schneiderhöhn unterscheidet drei Typen von hydrothermalen Lagerstätten:
- Hydrothermale Erz- und Mineralgänge in tektonischen Spalten und Ruschelzonen, die gleichzeitig als Aufstiegswege und als Ausfällungsorte der Lösungen dienen.
- Hydrothermale Verdrängungslagerstätten. Hier sind die hydrothermalen Lösungen in das Nebengestein (meist Kalkstein) eingedrungen und haben es in situ chemisch völlig umgewandelt.
- Hydrothermale Imprägnationslagerstätten in porösem Nebengestein.

## Schmucksteine in Klüften und Drusen
Achat, Malachit und andere sind feinkörnige, lagige Ausscheidungen aus hydrothermalen Lösungen, die bei wechselnden Inhaltsstoffen mehrfarbige Bänderungen aufweisen können. Geringfügige Verunreinigungen führen zu verschiedenen Färbungen der Quarzkristalle, wie bei Amethyst, Citrin und anderen Varietäten des Grundminerals (nicht bei Rauchquarz, bei dem die Färbung durch ionisierende Strahlung verursachte Gitterfehler hervorgerufen wird).
Ansprechend gebänderte Stücke, solche mit interessanten optischen Phänomenen und große Kristalle werden von der Schmuckindustrie und vom Kunstgewerbe verarbeitet. Kristalle können einen Schliff erhalten, aus gebänderten Lagen werden Gemmen geschnitten, oder der Stein wird zu einer rundlichen Form geglättet. Im Handel wurde geeignetes Material, auch wenn es keiner hydrothermalen Lösung entstammt, gelegentlich als „Halbedelstein“ bezeichnet. Heute hat sich die Bezeichnung Schmuckstein durchgesetzt.